# فيجاي تشافان
فيجاي تشافان (بالإنجليزية: Vijay Chavan)‏‏ (1955 - 24 أغسطس 2018) هوَ ممثل سينمائي وتلفزيوني ومسرحي هندي، عُرف لأعماله في السينما الماراثية والهندية. وُلد في عام 1955، وتوفي في 24 أغسطس 2018 في مومباي عن عمر يناهز 63 عامًا.

## روابط خارجية
- فيجاي تشافان على موقع IMDb (الإنجليزية)